# 二水庄
二水庄，為1920年~1945年間存在之行政區，轄屬台中州員林郡。今彰化縣二水鄉。

## 街原名
原屬東螺東堡之二八水庄、大坵園庄、鼻仔頭庄、過圳庄、十五庄
- 二八水改稱二水[1]

## 行政區劃
二水庄轄域內分為二水、大丘園、鼻子頭、過圳、十五五個大字。